# 笑福亭茶光
笑福亭 茶光（しょうふくてい さこう、1980年5月29日 - ）は、松竹芸能に所属する落語芸術協会会員の落語家で、元・お笑いコンビ「ヒカリゴケ」のメンバーでボケ担当（ネタによってはツッコミ）。本名及び「ヒカリゴケ」での名前は、片山 裕介（かたやま ゆうすけ）。

## 経歴
- 笑福亭鶴光に入門[1]。
- 2015年8月　楽屋入り。前座名は「茶光」[1]。
- 2019年9月　春風亭昇輔とともに二ツ目昇進[2]。
- 2023年9月　水戸みやぎん寄席 席亭賞受賞

## 人物
- 大阪府豊中市出身。血液型A型。
- 大阪府立少路高等学校（同期にプロサッカー選手の大黒将志がいる）3年生の時、友人とコンビを組んでアマチュアのお笑い大会に出場したことがある。そこですべって「ウケるまでやろう」と思い、本格的にお笑いを始めるようになったという[3]。
- 足のサイズは26.5cmだが、足袋のサイズは26cm。
- 好きな飲み物はブラック珈琲。
- 体が弱いため、疲れが体に出る。主に鼻血[注 2]。
- 中西茂樹（なすなかにし）率いる「中西軍団」の筆頭。
- 自分で自分の肘を舐めることができる。
- 目を瞑らずにくしゃみができる。
- ひらかたパークでのロケにて、アイススケートを初体験した（2008年1月19日O.A.）。
- 『サキよみ ジャンBANG!』（テレビ東京系列）内でアニメ『NARUTO -ナルト-』のキャラクターロック・リーに扮し、「ロックリー体操」を行っている。
- 『かよえ!チュー学』でアラキの声を担当するが、その声がカッコいいからと、ファンが片山の名前を検索し出てきた顔写真を見てガッカリされることがある[4]。
- ヒカリゴケ結成前は馬王とのコンビ「馬車馬」を組んでワタナベエンターテインメントに所属していた。
- ヒカリゴケ解散後は「ヒカリゴケ片山」としてナレーターなどで活動したが、2015年7月に笑福亭鶴光に入門、「笑福亭茶光」（しょうふくてい さこう）の高座名で落語家に転身したことを発表。
- 『ハイスクール!奇面組』が大好き。
- 2017年9月13日にゆみみ（マリア）と結婚[5]。2018年2月に第一子を出産。
- 2019年9月、二つ目昇進。落語家転向時に休止させられていたSNSを復活させる。
- 2019年12月5日には『みらいブンカ village』木曜日「落語家が、何か面白いこと言ってるよ」（文化放送）にて鈴々舎馬ること共にパーソナリティを務めたが、radiko番組表では高座名を「笑福亭笑光」と誤表記され、同月12日のタイムフリー聴取可能期間終了まで修正されなかった。
- 落語芸術協会若手ユニットルート9を落語家・講談師全9名で発足。ルート9内ユニット3(three)を笑福亭茶光、昔昔亭昇、春風亭昇咲の3人で組んでいる。
- 2023年6月横浜アリーナにて新・テニスの王子様の遠野篤京役で出演し1万人の前で歌唱披露。その際に作成されたパンフレット内のインタビューで、差し入れで欲しいものは？に対して「白足袋」と答えたしたことにより、ファンから白足袋を多数差し入れられている。

## メディア活動
- anan（雑誌掲載）
  - 2021年7月14日発売のanan2258号「関係性を愛でるエンタメ」のコーナーで、ルート9として掲載された[6]。
- ON THE PLANET（ラジオ出演）
  - 2021年12月21日放送のON THE PLANET（JFN、TOKYO FM※火曜パーソナリティ玉川太福）に、3(three)の笑福亭茶光、昔昔亭昇、春風亭昇咲が出演。ルート9の年間活動と優勝を報告した[7]。
- サタデーステーション（YouTube出演）
  - 2022年3月19日テレビ朝日のYouTube、ANNnewsCHにてルート9密着映像が公開された[8]。